# 高山大會
高山大會是香港民主的集會活動，1986年在鶴園（鶴園角）及老龍坑高山劇場舉辦第1次高山大會，由多個團體合辦的高山大會，提出「打造新香港，民主再啟航」，首次把支持香港民主的朋友集結起來。高山大會是提供一個機會，讓支持民主的朋友可以互相交流，同時亦大家能透過與民間團體或組織的聯繫和合作，共商香港民主發展的議程和關注點。
1984年9月16日，《中英聯合聲明》簽訂前，數以千計的市民出席在高山劇場舉辦的「《代議政制綠皮書》民間團體代表大會」，討論《香港基本法》的起草和未來政制問題，並要求殖民地政府在1988年立法局選舉中舉行直選（八八直選），更收集到22萬的簽名向政府施壓，但建議最後遭到港督衛奕信否決。高山大會亦要求基本法起草委員會在《基本法》內容加入民主政制。
1986年，由百多個社運、壓力團體領袖發表「一九零人政制方案」，支持普選行政長官及1997年至少有半數立法局議席由直選產生。11個民間團體亦以此為基礎在10月27日組成了民主政制促進聯委會（民促會），由司徒華及李柱銘兩位基本法草委領導，民主派開始略見趨型或成型。
1993年在高山劇場舉辦第2次高山大會。
2003年在高山劇場舉辦第3次高山大會。
2010年在高山劇場舉辦第4次高山大會，社民連因司徒華反對五區公投所以缺席高山大會。